# Psychotria birotula
Psychotria birotula là một loài thực vật có hoa trong họ Thiến thảo. Loài này được L.B.Sm. & Downs miêu tả khoa học đầu tiên năm 1956.